# ليزا كيث
ليزا كيث (بالإنجليزية: Lisa Keith)‏ هي مغنية أمريكية، ولدت في 1962.

## وصلات خارجية
- ليزا كيث على موقع ميوزك برينز (الإنجليزية)
- ليزا كيث على موقع ديسكوغز (الإنجليزية)